# Upiór. Historia naturalna
Upiór. Historia naturalna – książka Łukasza Kozaka wydana w 2020 roku w Warszawie przez Fundację Evviva L’arte. W 2021 otrzymała nagrodę „Nowej Fantastyki” w kategorii Polska Książka Roku, a w 2022 Nagrodę Specjalną Identitas. Jest to publikacja naukowa i interdyscyplinarna, korzystająca z tradycji badawczych mikrohistorii, antropologii oraz etnografii. Recenzentami „Upiora” są Piotr Grochowski i Wojciech Kruszewski. Książka jest bogato ilustrowana obrazami Aleksandry Waliszewskiej.
„Upiór” omawia wierzenia i praktyki związane z upiorami, wampirami, strzygoniami i strzygami czy wieszczymi, funkcjonujące na terenie Rzeczypospolitej Obojga Narodów, państw zaborczych i państw sukcesorskich Rzeczypospolitej od XVI do XX wieku.

## Podejście badawcze, metodologia i źródła etnograficzne
Autor wyraźnie zaznacza, że książka „Upiór. Historia naturalna” jest antydemonologią i antymitologią. Uważa, że upiory należą do ludowej antropologii, a nie demonologii. Kozak we wstępie książki podkreśla, że nie istnieje coś takiego jak mitologia słowiańska, będąc w rzeczywistości historiograficznym mitem i konstruktem. Na przykładzie postaci upiora pokazuje, że prędzej mieliśmy do czynienia z animizmem niż religią politeistyczną.
Już w pierwszych rozdziałach Kozak ujawnia się jako przeciwnik tezy o dominującej roli chrześcijaństwa w kulturze duchowej Rzeczypospolitej – wyjątkowo silna skala wiary w upiory, strzygi i płanetników świadczy według autora o prymie rodzimej religii w kulturze Polaków jeszcze w XIX wieku. Stwierdza, że pogląd jakoby korzenie Europy wychodziły z prawa rzymskiego, myśli greckich filozofów i Biblii są mistyfikacją, gdyż w takim kształcie były one domeną przede wszystkim bardzo wąskiego grona elit. Na podstawie źródeł bardziej miarodajnych i reprezentatywnych dla całości populacji Europy Środkowo-Wschodniej (szczególnie najliczniejszej klasy – chłopów) stawia tezę, iż kulturę regionu zbudowały takie elementy jak „szamanizm, magia i prawo zwyczajowe”.
Kozak w swojej książce wychodzi z założeń mikrohistorii, w której nie rozważa się, czy badane zjawiska są prawdziwe, a więc czy upiory rzeczywiście chodzą po świecie. Jak mówi w rozmowie dla Wprost z Przemysławem Bociągą: „Ludzie rzeczywiście widzieli upiory, bez wątpienia wykopywali je z grobów, obcinali im głowy, pili krew trupów. To jest w materiałach sądowych czy policyjnych”. Na łamach kwartalnika Przekrój dowodzi:
Dzięki dokumentacji sądowej czy policyjnej oraz prasie wiemy, że na Kaszubach upiory – czyli ludzie uznawani za wieszczych i łopich – jak najbardziej istniały. Co więcej, dzięki badaniom Jana L. Perkowskiego, wiemy, że wierzenia te przetrwały wśród kaszubskich osadników w Kanadzie aż do drugiej połowy XX w. To właśnie na Pomorzu odnotowano najwięcej przypadków rozkopywania grobów i dekapitacji trupów, a także działań apotropaicznych czy to wobec podejrzanych zmarłych, czy w stosunku do noworodków urodzonych z zębami lub w czepku. Nie była to więc kwestia legend lub podań, a rzeczywistość.
Autor wybrał i uporządkował różnorodne teksty z okresu rozciągającego się między XVI a XX wiekiem (fragmenty dzieł historycznych, poezji barokowej, oświeceniowej publicystyki, prace klasyków XIX-wiecznej polskiej etnologii takich jak Oskar Kolberg, Stanisław Ciszewski, Seweryn Udziela, którzy spisywali relacje ludu). Dodatkowo przeprowadził zakrojoną na szeroką skalę kwerendę wśród źródeł historyczno-etnograficznych. Obszerną część materiałów prezentowanych w książce stanowią nieznane wcześniej materiały etnograficzne, w tym protokoły sądowe, dokumentacja policyjna i listy, a także doniesienia prasowe na temat rzeczywistych przypadków „polowań na upiory” w XIX i XX wieku. Książka Kozaka stanowi opracowanie nie legend lub podań, a rzeczywistych źródeł historycznych zawierających rodzinne historie.

## Nagrody i recepcja
Książka w 2021 roku otrzymała literacką nagrodę „Nowej Fantastyki” w kategorii Polska Książka Roku. W grudniu 2021 roku została nominowana do Nagrody Literackiej i Historycznej Identitas, w marcu 2022 otrzymała Nagrodę Specjalną Identitas.
Publikacja została bardzo dobrze przyjęta przez środowisko naukowe, została pozytywnie zrecenzowana m.in. w Harvard Ukrainian Studies. Recenzja Elwiry Wilczyńskiej w „Literaturze Ludowej” podkreśla nowatorstwo książki Kozaka, znaczne poszerzenie zasobu źródłowego, język i styl autora oraz „głęboko humanistyczne podejście do stojącej za źródłami społeczności”. Robert Suski podkreślił bogactwo materiału źródłowego oraz „zwrócenie uwagi, że za opowieściami o upiorach często stały ludzkie tragedie”. Magdalena Kamińska z Instytutu Kulturoznawstwa UAM napisała, że „Łukasz Kozak za pomocą jednej książki równocześnie powołał do życia «polską szkołę upiorologii» i wyzwolił postać upiora z muzealnej gabloty więżącej go w zbyt wąskiej ramie «wierzeń» czy «demonologii ludowej»”. Ewa Wojciechowska z Wydziału Polonistyki UJ w recenzji opublikowanej w roczniku „Wiek XIX” wskazała na „odzyskanie wypartych narracji” i „pożytki, jakie [książka Kozaka] może przynieść literaturoznawstwu”. Zainteresowanie książką wykroczyło poza nauki humanistyczne, czego przykładem jest artykuł recenzyjny Andrzeja Dzikowskiego „Upiór. Historia naturalna jako przyczynek do historii polskiej weterynarii” opublikowany w „Życiu Weterynaryjnym”.
Adam Strug docenił wartość „Upiora”, pisząc, że jest to książka niezwykle potrzebna, cenna i bezprecedensowa, a trud podjęty przez autora „budzi duży podziw”.
„Upiór” stał się inspiracją dla wystaw i działań artystycznych, rolę książki lub bezpośrednią inspirację wskazywano w przypadku wystawy Aleksandry Waliszewskiej „Opowieści Okrutne” w Muzeum Sztuki Nowoczesnej w Warszawie w 2022. W oparciu o ustalenia Kozaka powstał krótkometrażowy film „Upiór” towarzyszący wystawie Mikołaja Sobczaka „Niebieskie Zboże” w Galerii BWA w Bielsku-Białej (2022). Książka była bezpośrednią inspiracją dla wideoinstalacji Kingi Michalskiej Vampires, It’s Nothing To Laugh at (Montreal 2022), której centralną częścią był krytyczny materiał dokumentalny na temat badania upiorycznych wątków w folklorze kanadyjskich Kaszubów. Praca Michalskiej po premierze w Kanadzie, była pokazywana w Narodowej Galerii Sztuki Zachęta. Upiór stanowił również podstawę wystawy Upiorek, prezentowanej w ramach Krakers Cracow Art Week 2022 oraz cyklu obrazów Ryszard oswojony i opłakiwany malarki Hanny Krzysztofiak. Andrzej Bartnikowski zrealizował w październiku 2022 roku w Olsztyńskim Teatrze Lalek inscenizację „Upiory i cudy” podkreślając, że „impuls do realizacji spektaklu przyniosła lektura książki Łukasza Kozaka”.